# پری‌شاهرخ گونه‌گون
پری‌شاهرخ گونه‌گون (نام علمی: Icterus pyrrhopterus) نام یک گونه از تیره سیاه‌پره‌ایان است.